# 1793年5月31日和6月2日起義
1793年5月31日- 6月2日的暴動，標誌著法國大革命歷史上的一個里程碑。5月31日-6月2日三天的暴動，導致吉倫特派在巴黎包括無套褲漢、雅各賓俱樂部以及國民公會中山嶽派的勢力的壓力下殞落。由於它的影響和重要性，三日暴動被列为法國大革命中的三大民眾起義之一。另两个分别是1789年7月14日的攻占巴士底獄和1792年的八月十日事件。

## 背景
因1792年法蘭西國民公會選舉選舉的低投票率，開議後長達八個月的時間被浪費於抹黑國家代表機構的"誹謗性"的辯論。法蘭西期待得到成功的改制和一份憲法;得到的卻是內戰，外國軍隊的入侵和政府危機，這已經動搖國家的根基。然而吉倫特派仍然掌握着全國各省的國家官僚機構。究其原因，是因為吉倫特派國民立法議會制定了嚴格的措施迫使地方當局不得不假裝不知道國家的危難。政府的影響力在1792年秋季落入了史上權威性和影響力的低點。國家的困難和危險，在1793年的春季是顯而易見的。

經濟形勢的迅速惡化亦加深了民眾的不滿。到了1793年冬天結束，糧食的流通已經被迫完全終止，而糧食卻價格上漲了一倍。不顧聖茹斯特的建議，數量龐大的指券仍然被發行流通。到了1793年2月，他們的面值已只剩原先的50％。貶值引發了迅速的通貨膨脹和投機行為。
 
1793年3月，第一次反法同盟造成共和國的軍事挫折，夏尔·弗朗索瓦·迪穆里埃的叛逃和旺代地區保皇黨的叛亂，引發了共和派的危機感，驅使共和派的許多代表加入山岳派。1793年3月份，前線戰爭失利，引爆內政危機。吉倫特派被迫接受公共安全委員會和革命法庭的成立。

二月當選市長的讓-尼古拉·帕什與公社的檢察官皮埃尔·加斯帕尔·肖梅特和代理檢察官雅克-勒内·埃贝尔，掌握了巴黎革命派的48區段的武裝民兵，管理權力不知不覺的轉移到各省的選出山嶽派的150名代表和巴黎公社組建的國民自衛軍。吉倫特派看到了其內政影響力的下降，而截至3月下旬反對布里索的代表數量亦有所增加。
面對法蘭西內部和外部的合併威脅，民眾開始施行其對於“公眾安全”方面的第一個措施。同時山嶽派亦很明顯地感覺到吉倫特派無法應付可能發生的危機，決心“拯救革命”，逐漸採納民兵武裝分子所提出的政治綱領。

## 導向危機

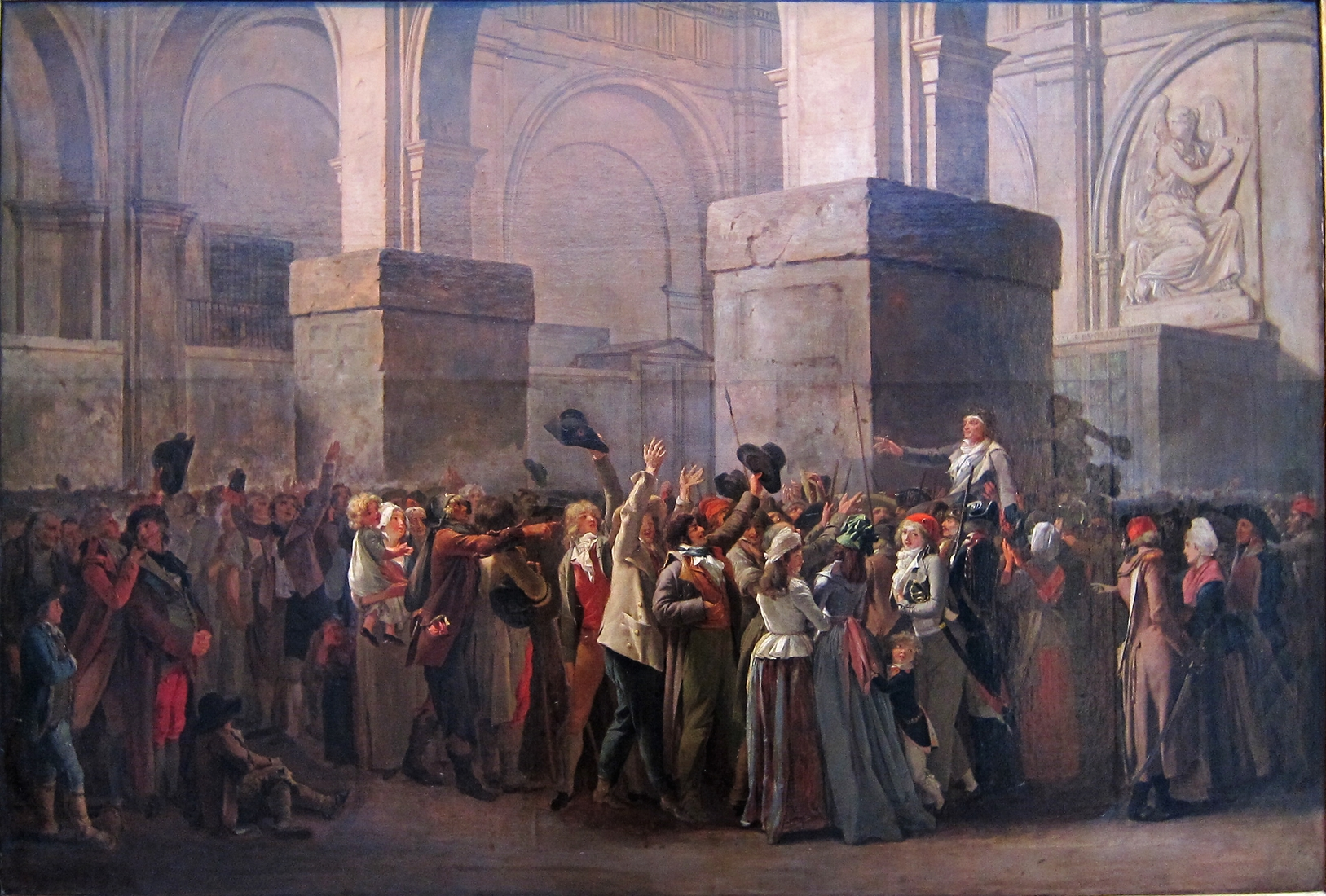
馬拉的勝利，路易-利奥波德·布瓦伊繪製

1793年4月5日的雅各賓俱樂部，馬拉當會議主席，發出了通函，到各省受歡迎的社團，邀請他們參與要求召回並解僱那些執行國王決定的上訴人（appelants），將上訴權還給人民。4月13日马格里特-埃利·加代指控，馬拉作為俱樂部主席，簽署這份通函擅自發送個省，提交國民公會討論表決，經過憤怒的辯論後，226票贊成，93票反對，47票棄權，通過這個指控。馬拉的案件交給革命法庭，在那裡,馬拉宣稱自己是"自由的使徒和烈士 "，4月24日他得意洋洋的被無罪釋放。4月15日，巴黎48個區派中的35區派已經對國民公會提交了一份請願書，其中最有威脅性的條款，顯然是針對吉倫特派22名代表。
吉倫特轉向攻擊那居高臨下“山岳派”的權力城堡，巴黎公社。5月17日，他在回應卡米爾·德穆蘭的“革命秘史片段”的攻擊，马格里特-埃利·加代針對雅各賓派，譴責國民公會中巴黎委員，描述他們作為是"致力於無政府狀態的權威者，並貪婪金錢和政治統治"：他的建議，立即被他們推翻。成立了十二名成員的調查委員會，以調查巴黎公社和確保國民公會的安全，只有吉倫特派出席。5月24日，十二人委員會下令逮捕雅克·勒內·埃貝爾因為在239期的《迪歇纳老爹报》反對吉倫特派。其他被捕的受歡迎武裝分子，其中包括召集區段(the Cite section)主席瓦尔莱。這些措施所帶來的最終危機。
在5月25日，巴黎公社要求釋放被逮捕的愛國者。馬克西曼·伊斯納爾，主持國民公會的會議答復，發表一篇懷恨的惡罵巴黎，讓人聯想到布倫瑞克宣言僵硬威脅攻擊："如果對國家的代表進行任何人身攻擊，那麼我以全國的名義向你們聲明，巴黎將被消滅;不要很久，人們會就要沿著塞納河畔進行搜索，尋找出巴黎是否曾經存在過 "。
第二天，在5月26日，在雅各賓俱樂部，馬克西米連·羅伯斯庇爾號召人民起來反抗。雅各賓派宣告自己的起義狀態。
5月28日，召集區段(the Cite section)通知其他的區段第二天在主教邸宅舉行會議，以組織起義。前一天瓦尔莱和雅克-勒内·埃贝尔已經被革命法庭釋放，並出席了會議，會議僅有山岳派和平原派的成員參加。在29特派員代表33區段,組成一個九人暴動委員會。
它的大部分成員是相當年輕並不出名的人。瓦尔莱確實成就了他的鼓動者的名號;让·亨利·哈森弗拉茨任戰爭部長重要職務；雅克-勒内·埃贝尔曾是革命法庭陪審團首席陪審員；亚历山大·鲁斯兰·德·圣阿尔班編輯《公共安全期刊》（Feuille du salut public）。但是，有誰聽說過排字工人馬爾凱（Marquet），他主持中央委員會，或他的秘書通布（Tombe）？誰聽說過穀物交易所區段的油漆匠西蒙、玩具製作工博诺梅（Bonhommet）、奥夫雷（Auvray）的，從蒙馬特區段來的帶位員、裝飾工克雷潘(Crepin)，絲帶織工卡约（Caillieaux），或是“降低等級”（declasse）的貴族家世不那麼高貴的迪鲁尔（Duroure）？ 然而，這些不知名的人意味著人民的呼聲。他們都是法蘭西人，他們都是巴黎人，在革命中不是生手。
5月30日,各省支持它們的行動。

## 1793年5月31日星期五
根據1792年8月10日廢除君主制暴動已經測試過方法，由主教邸宅的委員會指揮群眾，5月31日，開始暴動。當天早上六點鐘，33區段的特派員，由雅克·勒內·埃貝爾帶領出現在巴黎市政廳，出示得到各區段成員的授與全權，並抑制接管公社，其成員退隱的隔鄰的房間。接下來，革命特派員暫時接管公社的職能。隨後，叛亂委員會被遷移到巴黎市政廳]]，指揮公社的運作，當時人民宣稱已經採取措施並恢復了人民的權力。當時這群人的指揮官是位於巴黎植物園的昂里奥，獲得了被提名而成為唯一的巴黎國民衛隊的總司令；會議中決定，較貧窮國民衛隊士卒每天可得40蘇的報酬。
當天中午，警示炮被鳴放。各省議會召集巴黎的議會，決議與公社和暴動委員會合作，其人數增加為21加入從雅各賓派參加會議的代表。昂里奥的第一個念頭是奪取關鍵位置-重點兵工厂港，在孚日廣場和新橋。接下來，關閉關口和逮捕重要的犯罪嫌疑人。各區段非常緩慢的各就各位。
由於當天是星期五，因為大多數的工人們都還專注他們的工作，示威行動到了下午才初具規模，國民公會在搖警鐘和擊大鼓的時候，提醒民眾拿起武器時在議事。此時，有反吉倫特派的支持者抗議反對關閉城門，搖警鐘和鳴放警示炮。時間在下午五點左右，各區段和公社的請願者在各關卡出現。他們要求革命法庭傳訊22名吉倫特派代表及委員會的12名委員，調高主要革命武力的待遇，麵包價格應該固定在每磅三個蘇，在軍隊擔任高級軍銜的貴族應予解職，創建“無套褲漢”武裝的軍械庫，國家各省咬進行清洗，逮捕犯罪嫌疑人，取消針對“無套褲漢”投票權的限制，設立基金撥作那些保衛自己的國家親屬和老年體弱者的救濟。請願者走進大廳，坐在山嶽派的旁邊。馬克西米連·羅伯斯庇爾登上講壇，並支持抑制12人委員會。當皮埃尔·维克蒂尼安·韦尼奥要求他做結論，羅伯斯庇爾轉向他，說：“是的，我將結束，但它會反對你!反對你，追隨1792年八月十日廢除君主制暴動，想送那些該負責的上斷頭臺;反對你，從未停止煽動對巴黎的破壞;反對你，想要保存暴君;反對你，與夏尔·弗朗索瓦·迪穆里埃的陰謀...那麼，我的結論是：所有夏尔·弗朗索瓦·迪穆里埃的幫兇和所有請願者提及的那些名字，都該被起訴......“對這個，皮埃尔·维克蒂尼安·韦尼奥沒有答復。國民公會抑制十二人委員會，並批准每天給予在公社名下武裝工人兩個里弗爾的條例。
然而，5月31日反抗不能令人滿意的結束。那天晚上，在巴黎公社，皮埃尔·加斯帕尔·肖梅特和雅克-勒内·埃贝尔被瓦尔莱指控軟弱。羅伯斯庇爾在論壇已經聲明5月31日的白晝時間是不夠的。在雅各賓派雅克-尼古拉·俾约-瓦伦附和道：“我們的國家不會被保存;公共安全，必須採取重要的措施;就是今天，必須我們擊出的最後打擊反對宗派主義”。巴黎公社宣布自己被愚弄了，要求並準備了增強革命力度。

## 吉倫特派的終結

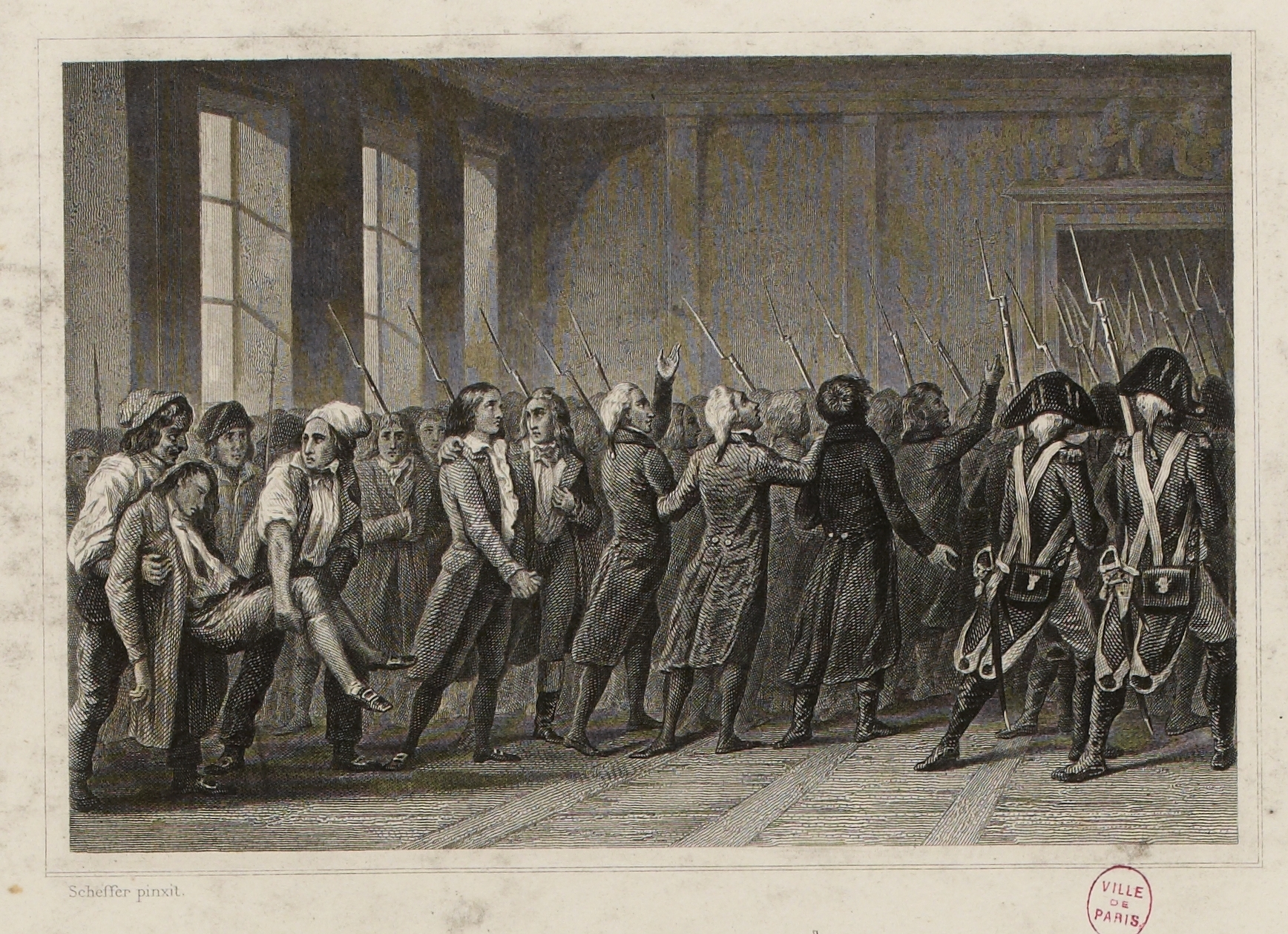
1793年6月2日，到國民大會逮捕吉倫特派

6月1日，國民警衛隊仍保持在備戰狀態。馬拉自行前往巴黎市政廳，並以慣有的嚴肅，為群眾提供意見;保持超然，而沒有退出，直到他們獲得了勝利。他親自己爬到巴黎市政廳的鐘樓搖警鐘。六點鐘國民公會會議暫停，這時巴黎公社提出新的請願書，反對22名吉倫特派代表。警鐘再次響起，請願者要求逮捕吉倫特派並提交公共安全委員會審查，然後三天內提出報告。
在6月1-2日的夜間，暴動委員會，依據與巴黎公社的協議，下令昂里奥“為了防止國民公會拒絕依從巴黎市民的要求，裝備足夠的武力包圍國民公會，並取得尊重為在白天能逮捕派系的首領。“命令壓制吉倫特派的報紙並逮捕他們的編輯。
6月2日是星期天。工人聚集遵從昂里奥的命令，很快就聚集了八萬武裝人員並擁有大砲，包圍了杜樂麗宮。國民公會剛開議，就得到一個壞消息：重要城鎮旺代，剛剛落入叛軍手中。在里昂保皇黨和吉倫特派經過激烈的戰鬥，已經控制了市政廳，據說，有八百名共和黨人被消滅。
儘管朗瑞奈譴責巴黎公社的暴動並要求鎮壓。“我要求，”他說，“有關對大眾的宣告，武裝起來在巴黎各處反擊”。他立即被叫罵聲打斷了“下台！下台！他想要內戰！他想要反對革命！他誣衊巴黎人民！他侮辱的人民”。儘管威脅，辱罵，山嶽派的擾嚷，但朗瑞奈在杜樂麗宮的畫廊的極力堅持，朗瑞奈譴責公社和抱怨者的計畫; 他的勇氣引起危險。“你指責我們，誣衊巴黎!”他說，“巴黎是純淨的;巴黎是好的;巴黎現在被渴望鮮血的暴君壓迫和統治”。這些話是最暴力騷亂的信號; 許多山嶽派的代表衝到論壇拉扯朗瑞奈; 但他緊緊抱住它，以最大的勇氣，高昂的語調大聲說道:“我要求解散巴黎的所有革命家權威。我要求所有他們在過去三天內所做的能被宣布無效。他們自己獨攬權力的新權威凌駕法律，會導致無法律，我要求所有的公民可以自由地懲罰他們。“他話聲還未結束，叛亂的請願者要求逮捕他，和他的同事。“公民”，他們說，“人們感到厭倦看到他們的幸福被推遲了;他們再一次交到你們的手中;救他們，還是我們聲明，他們會救他們自己”這要求再次被轉交到公共安全委員會。
請願者出去公會揮舞著拳頭，高呼：“武裝！”昂里奥嚴格命令國民警衛隊禁止讓任何代表進出。贝特朗·巴雷尔以在委員會的名義提出妥協方案。不逮捕22名吉倫特派代表和12名委員，但要求自願停止行使職權。馬克西曼·伊斯納爾和克洛德·福谢當場接受。其他的拒絕了。然後情況僵持，夏尔-弗朗索瓦·德拉克鲁瓦，山嶽派的代表，衝進屋裡，然後登上論壇，並宣稱他在門口受到侮辱，他被拒絕外出，而該國民公會已沒有自由了。許多山嶽派表達對昂里奥和他的軍隊的憤怒。亨里厄特的行徑示憤慨。丹东說，這是對國家威嚴的侮辱，有必要強力報復。贝特朗·巴雷尔向國民公會提議將他們自己交給人民。“代表們，”他說，“你們的辯護自由;停止你們的職務，因為刺刀包圍了你們導致周圍你們必須忍下”。
整個國民公會在贝特朗·巴雷尔的暗示下，拯救左派的山嶽派，由主席马里-让·埃罗·德·塞谢勒帶領，開始離開，並試圖通過鋼牆出去，在那他們被包圍了。在抵達卡魯索廣場的門口，他們看見昂里奥在馬背上，手裡拿著軍刀。“這些人需要什麼？”马里-让·埃罗·德·塞谢勒主席說，; “公會全部忙於促進他們的幸福”。“马里-让·埃罗·德·塞谢勒，”昂里奥回答說：“人民反抗不是聽虛假言詞;他們要求將24個叛徒交給他們”。“給我們全部！”那些包圍主席的人群高喊。然後，昂里奥轉向他的人，下達了命令：“砲手，瞄準！(Canonniers, a vos pieces!) ”。
議會代表遊走宮殿四周，都被各方刺刀逼退，只能返回並交出代表。在表決喬治·庫東的動議，公會同意停止吉倫特成員和部長艾蒂安·克拉維埃和皮埃爾·勒布倫的職權，一起總共29名並軟禁在家，由警衛隊監控。

## 後果
由國民立法議會就已開始的鬥爭現在以山嶽派獲勝而告終。吉倫特派不再是一個政治力量。他們主張宣戰，但不知道如何指揮; 譴責國王，但在譴責後他們退縮了;造成經濟危機的惡化，但清楚回絕了所有民眾運動的要求。
5月31日很快就被視為偉大的革命里程碑。與1789年7月14日攻占巴士底獄及1792年的八月十日攻佔杜樂麗王宮齊名。但危機的結果卻讓所有的各方都不滿意。丹东最後一分鐘妥協的希望破滅了。雖然山嶽派成功的避免了流血事件，但公會憤怒在全國各省擴散。現在山嶽派有機會治理國家，並為國防建設注入新的能量。
儘管群眾運動提交公會的多數要求都沒有實現，1793年5月31日到6月2日暴動，使革命進入一個新階段。1793年夏季建立了革命政府，最高價格管制控制了物價，雅各賓共和國開始攻擊反對革命的敵人。
6月29日，巴黎人房子的前緣可以看到由省決議的題刻”團結，共和國不可分割；沒有自由、平等、博愛毋寧死”、三色吊墜和自由無邊帽。一年內，巴黎人民兩次拯救了法蘭西。第二次是由人民的要求，以人民的政府作為其獎勵。

## 來源
- Aulard, François-Alphonse. . Vol. III. New York: Charles Scribner's Sons. 1910.
- Bouloiseau, Marc. . Cambridge: Cambridge University Press. 1983. ISBN 0-521-28918-1.
- Furet, François. . Oxford: Blackwell Publishers Ltd. 1996. ISBN 0-631-20299-4.
- Hampson, Norman. . Routledge: University of Toronto Press. 1988. ISBN 0-710-06525-6.
- Mathiez, Albert. . New York: Alfred a Knopf. 1929.
- Mignet, François. . Project Gutenberg EBook. 1824.
- Slavin, Morris. . Colin Haydon; William Doyle  (编). . Cambridge: Cambridge University Press. 1999.
- Soboul, Albert. . New York: Random House. 1974. ISBN 0-394-47392-2.
- Thompson, J. M. . Oxford: Basil Blackwell. 1959.